# 神奈川県立秦野曽屋高等学校
神奈川県立秦野曽屋高等学校（かながわけんりつはだのそやこうとうがっこう）は神奈川県秦野市曽屋に所在する公立の高等学校。英語を主体とした教育に励み行事活動が盛んである。
近年は学力が上がっており大学群MARTCHや慶應義塾大学などの上位私立大学への合格者も複数出している。

## 設置学科
- 普通科

## 沿革
- 1987年（昭和62年）4月 - 開校

## 著名な出身者
- 河野諒祐（サッカー選手）
- 久保谷健一（プロゴルファー）※1期生
- 高本彩花（アイドル）

## 交通
- 小田急小田原線秦野駅 徒歩20分または神奈中バス「末広小学校前」下車徒歩3分